# Okko Kamu
Okko Tapani Kamu (nascut el 7 de març de 1946, a Hèlsinki, Finlàndia) és un director d'orquestra i violinista finlandès.

## Biografia
Kamu va néixer dins d'una família de músics. El seu pare tocava el contrabaix a la Filharmònica de Hèlsinki. Va començar a estudiar violí a l'edat de dos anys i va entrar en l'Acadèmia Sibelius a l'edat de sis anys. Va formar el seu propi quartet de corda, el Suhonen, en 1964, on va tocar el primer violí. A l'edat de 20 anys, va ser nomenat primer violinista solista (concertino) a l'Òpera Nacional de Finlàndia, i va ocupar aquest càrrec fins a l'any 1968. Llavors va començar a dirigir, inicialment, amb l'Orquestra de l'Òpera Nacional de Finlàndia.
Principalment autodidacta, es va convertir en el principal director convidat de la Royal Swedish Opera al 1969, el mateix any en què va guanyar el primer Concurs de Direcció Herbert von Karajan a Berlín. De 1971 a 1977, Kamu va ser director titular de l'Orquestra Simfònica de la Ràdio Finesa.
També, fora de Finlàndia, Kamu va ser director principal de la Filharmònica d'Oslo de 1975 a 1979. A més, ha ocupat posicions de lideratge amb l'Estocolm Sinfonietta. Ha estat el principal director convidat de l'Orquestra Simfònica de la Ciutat de Birmingham, la Filharmònica de Copenhaguen, l'Orquestra Simfònica de Helsinborg i l'Orquestra de cambra de Lausanne. Actualment és el principal director convidat de l'Orquestra Simfònica de Singapur.
Kamu fou director de l'Òpera Nacional de Finlàndia de 1996 al 2000. Ha estat un destacat director de les òperes de Aulis Sallinen a la casa de l'òpera, on va dur a terme l'estrena de la Línia Vermella, el Rei Lear i El Palau, i les va egistrar. A l'abril de 2009, la Lahti Symphony Orchestra, va anunciar el nomenament de Kamu com el seu següent director titular, a partir de la tardor de 2011 fins a la primavera de 2014. Al novembre de 2012, l'orquestra va anunciar l'extensió del contracte fins al final de juliol de 2016, moment en el qual va concloure el seu mandat en Lahti.
Kamu ha gravat més de 100 discs per a diversos segells, com per exemple Finlàndia i Musica Sveciae. Per Naxos Records, ha gravat les quatre simfonies de Franz Berwald i a més el seu concert per a piano i orquestra; la Música per a Orquestra de cordes de Aulis Sallinen; els concerts per a flauta de Penderecki, Takemitsu i Sallinen. Dos dels discos de Berwald per Naxos han rebut la distinció Diapason d'Or.
Al 1994, Kamu es va convertir en membre de la Reial Acadèmia Sueca de Música. Va ser condecorat amb l'Ordre del Lleó de Finlàndia en 1999 pel llavors president de Finlàndia, Martti Ahtisaari.

## Càrrecs de Director Principal
| Orquestra Simfònica de la Ràdio Finesa |
| 1971–1977                              |

| Orquestra Filharmònica d'Oslo |
| 1975–1979                     |

| Orquestra Filharmònica de Hèlsinki |
| 1981–1989                          |